# Situations VI
Situations VI, sous-titré Problèmes du marxisme, 1, est un recueil d'articles de Jean-Paul Sartre datant de 1950 à 1954, qui est publié en 1964. 
Dans la nouvelle édition chronologique de 2020 réalisée par Georges Barrère, Mauricette Berne, François Noudelmann et Annie Sornaga, qui reprennent le travail de réédition d'Arlette Elkaim-Sartre (décédée en 2016), Situations VI est sous-titré Mai 1958 - octobre 1964. 

## Contenu

### Édition de 1964
- Introduction à l'ouvrage Portrait de l'aventurier de Roger Stéphane, publiée en 1950.
- Faux savants et faux lièvres, préface à l'ouvrage Communisme yougoslave de Louis Dalmas, publiée en 1950.
- Sommes-nous en démocratie ?, article sur la démocratie, Les Temps Modernes, n° 78, avril, 1952.
- Préface de La Fin de l'espoir de Juan Hermanos, pseudonyme de Marc Saporta, publiée en 1950. Ce roman, présenté  à tort par les Temps Modernes comme un témoignage, la résistance des étudiants espagnols antifranquistes appartenant à la F.U.E, syndicat clandestin, malgré des moyens dérisoires, pendant les années qui ont suivi la fin de la guerre civile et jusqu'en 1948. Sartre écrit « Ce n'est rien de mourir : mais mourir dans la honte, dans la haine, dans l'horreur en regrettant d'être né ? C'est le Mal radical et ne pensez pas qu'aucune victoire pourra jamais l'effacer[1] »
- Les communistes et la paix, recueils d'articles des Temps Modernes parus en 1952 et 1954. Ce texte marque le début du compagnonnage de Sartre avec le PCF.

### Édition de 2020
- « Le prétendant », article sur Charles de Gaulle et la guerre d'Algérie, L'Express, 22 mai 1958.
- « La Constitution du mépris », article sur la Constitution française du 4 octobre 1958, L'Express, 11 septembre 1958.
- « Les grenouilles qui demandent un roi », article d'opposition à De Gaulle et au Référendum constitutionnel français de 1958, L'Express, 25 septembre 1958.
- « Albert Camus », article d'hommage pour la mort d'Albert Camus, France Observateur, 7 janvier 1960.
- « Paul Nizan », avant-propos d'une réédition par François Maspero de Paul Nizan, Aden Arabie, édition Maspero, 1960.
- « Les écrivains en personne », entretien avec Madeleine Chapsal, long entretien paru dans le livre de Madeleine Chapsal, Les écrivains en personne, édition Juillard, 1960.
- « Masson », introduction à André Masson, Vingt-Deux dessins sur le thème du désir, édité par Fernand Mourlot, 1961. Sur les oeuvres de Masson.
- « L'analyse du référendum », entretien sur le Référendum sur l'autodétermination de l'Algérie, L'Express, 4 janvier 1961.
- « Le peintre sans privilège », article sur une exposition et la peinture de Robert Lapoujade, Méditations, n° 2, 1961.
- « Les Damnés de la Terre », préface aux Damnés de la terre, de Frantz Fanon, édition Maspero, 1961. Texte très célèbre du Tiers-mondisme.
- « Merleau-Ponty », article d'hommage pour la mort de Merleau-Ponty, Les Temps modernes, octobre 1961.
- « Les somnambules », sur la fin de la guerre d'Algérie et juste avant les Accords d'Évian, Les Temps modernes, avril 1962.
- « La démilitarisation de la culture », extrait d'un discours à Moscou lors du Congrès mondial pour le désarmement et la paix, sur les effets de la guerre froide sur la culture, Le Nouvel Observateur, 17 juillet 1962.
- « Discussion sur la critique à propos de L'Enfance d'Ivan », article pour défendre le film L'Enfance d'Ivan de Andreï Tarkovsky qui était critiqué à la suite de son obtention du Lion d'Or au Festival de Venise, Les Lettres françaises, n° 1009, 26 décembre au 1er janvier 1964.
- « Doigts et non-doigts », préface à Aquarelles et Dessins de Wols, édition Delpire, 1963. Sur l'œuvre de Wols.
- « La pensée politique de Patrice Lumumba », d'abord article sous le titre « Lumumba et le néo-colonialisme » dans la revue Présence africaine en 1963 puis préface au livre de Jean Van Lierde, La pensée politique de Patrice Lumumba, édition Présence africaine, 1963. Sur la pensée et le parcours de Patrice Lumumba, la décolonisation et le tiers-mondisme.
- « Le refus du Nobel », déclaration sur son refus du Nobel » en 1964, Le Monde, 24 octobre 1964.